# アイ・ファウンド・ヘヴン
「アイ・ファウンド・ヘヴン」（I Found Heaven）はイギリスの男性グループ、テイク・ザットのシングル曲。

## 解説
プロデューサー・チームのビリー・グリフィンとイアン・レヴィンによって作詞・作曲された。テイク・ザットのデビュー・アルバム、『テイク・ザット&パーティ』に収録されており、同アルバムからの5枚目のシングルである。UKチャートでは最高15位をマーク。それまではゲイリー・バーロウが主にメインボーカルを務めていたが、この曲では後に脱退するロビー・ウィリアムズと分け合って歌われていることもあり、母国イギリスでは注目された。